# HD 114762
HD 114762 é um possível sistema estelar binário localizado a cerca de 132 anos-luz (40,6 pc) de distância a partir da Terra, na constelação Coma Berenices. Ele consiste de uma estrela amarela-branca do tipo F na sequência principal (HD 114762) e uma companheira anã vermelha, marrom ou planeta gasoso (HD 114762 B) a cerca de 130 UA de distância. Ambas são subanãs pouco metálicas. Para visualizar o primário são necessários um telescópios potentes. HD 114762 tinha sido usado pelos cientistas como uma "estrela padrão", aquela cuja velocidade radial está bem estabelecida, mas com a descoberta de HD 114762 b sua utilidade como um padrão tem sido posta em pauta.

## Sistema planetário
Em 1989, um objeto subestelar, HD 114762 b, foi encontrado orbitando HD 114762 por Dave Latham e Tsevi Mazeh, usando a espectroscopia Doppler, mas sua existência não foi confirmada até 1991 por Cochran, et al. Em 2012, um exoplaneta neste sistema foi confirmado, que tem uma massa de pelo menos 11 MJ, embora este dado será refinado quando sua inclinação for determinada. A sua distância e revolução orbital é semelhante à de Mercúrio, embora tenha o dobro de sua excentricidade orbital.